# 안데르송 시우바
안데르송 다 시우바(Anderson Da Silva, IPA ˈɐ̃deʁsõ ˈsiwvɐ, 1975년 4월 14일 ~ )는 브라질의 종합격투기 선수다.

## 종합격투기 전적
| 프로 종합격투기 전적 | 프로 종합격투기 전적 | 프로 종합격투기 전적 | 프로 종합격투기 전적 | 프로 종합격투기 전적 | 프로 종합격투기 전적 | 프로 종합격투기 전적 | 프로 종합격투기 전적 |
| -------------------- | -------------------- | -------------------- | -------------------- | -------------------- | -------------------- | -------------------- | -------------------- |
| 43 시합              | (T)KO                | 항복                 | 판정                 | 실격                 | 그 밖                | 비김                 | 무효                 |
| 34 승                | 20                   | 6                    | 8                    | 0                    | 0                    | 0                    | 1                    |
| 8 패                 | 2                    | 2                    | 3                    | 1                    | 0                    | 0                    | 1                    |

| 승패 | 누적 전적 | 상대                    | 승패 결정 방식            | 대회                               | 개최 날짜        | 라운드 | 경기 시간 | 장소                           | 특이 사항                                                                               |
| ---- | --------- | ----------------------- | ------------------------- | ---------------------------------- | ---------------- | ------ | --------- | ------------------------------ | --------------------------------------------------------------------------------------- |
| 승   | 34-8 (1)  | 데렉 브런슨             | 판정 (전원일치)           | UFC 208                            | 2017년 2월 11일  | 3      | 5:00      | 뉴욕주 브루클린                |                                                                                         |
| 패   | 33-8 (1)  | 대니얼 코미어           | 판정 (전원일치)           | UFC 200                            | 2016년 7월 9일   | 3      | 5:00      | 네바다주 라스베거스            | 라이트 헤비급 경기. 논타이틀 매치.                                                      |
| 패   | 33-7 (1)  | 마이클 비스핑           | 판정 (전원일치)           | UFC Fight Night: Silva vs. Bisping | 2016년 2월 27일  | 5      | 5:00      | 영국 잉글랜드 런던             | Fight of the Night.                                                                     |
| 무효 | 33-6 (1)  | 닉 디아즈               | 무효 (뒤집힘)             | UFC 183                            | 2015년 2월 1일   | 5      | 5:00      | 미국 네바다주 라스베이거스     | 판정승했으나 금지된 약물 사용으로 무효 처리                                             |
| 패   | 33-6      | 크리스 와이드먼         | TKO (정강이 부상)         | UFC 168                            | 2013년 12월 29일 | 2      | 1:16      | 미국 네바다주 라스베이거스     | UFC 미들급 챔피언전 도전.                                                               |
| 패   | 33-5      | 크리스 와이드먼         | KO (펀치)                 | UFC 162                            | 2013년 7월 6일   | 2      | 1:18      | 미국 네바다주 라스베이거스     | UFC 미들급 챔피언십 상실.연승행진 종료.(최다연승 16연승).(최다방어 10차방어).           |
| 승   | 33-4      | 스테판 보너             | KO (무릎,펀치)            | UFC 153                            | 2012년 10월 14일 | 1      | 4:40      | 브라질 히우지자네이루          | 라이트 헤비급 경기. UFC 최다 연승 기록(16).                                             |
| 승   | 32-4      | 체일 서넌               | TKO (펀치)                | UFC 148                            | 2012년 7월 8일   | 2      | 1:55      | 미국 네바다주 라스베이거스     | UFC 미들급 챔피언십 방어. 최다 타이틀 방어 기록(10).                                    |
| 승   | 31-4      | 오카미 유신             | TKO (펀치)                | UFC 134                            | 2011년 8월 27일  | 2      | 2:04      | 브라질 히우지자네이루          | UFC 미들급 챔피언십 방어.                                                               |
| 승   | 30–4      | 비토 벨포트             | KO (프론트 킥, 펀치)      | UFC 126                            | 2011년 2월 5일   | 1      | 3:25      | 미국 네바다주 라스베이거스     | UFC 미들급 챔피언십 방어. 오늘의 KO.                                                    |
| 승   | 29–4      | 체일 서넌               | 항복 (트라이앵글 암바)    | UFC 117                            | 2010년 8월 7일   | 5      | 3:10      | 미국 캘리포니아주 오클랜드     | UFC 미들급 챔피언십 방어. 최다 타이틀 방어 기록. 오늘의 경기. 오늘의 항복.              |
| 승   | 28–4      | 데미안 마이아           | 판정 (전원일치)           | UFC 112                            | 2010년 4월 10일  | 5      | 5:00      | 아랍에미리트 아부다비          | UFC 미들급 챔피언십 방어. 최다 타이틀 방어 기록 깸(6).                                  |
| 승   | 27–4      | 포레스트 그리핀         | KO (펀치)                 | UFC 101                            | 2009년 8월 8일   | 1      | 3:23      | 미국 펜실베이니아주 필라델피아 | 라이트 헤비급 경기; 오늘의 경기. 오늘의 KO.                                             |
| 승   | 26–4      | 탈리스 레이치스         | 판정 (전원일치)           | UFC 97                             | 2009년 4월 18일  | 5      | 5:00      | 캐나다 몬트리올                | UFC 미들급 챔피언십 방어. UFC 연승 기록 깸(9).                                          |
| 승   | 25–4      | 패트릭 코테             | TKO (무릎 부상)           | UFC 90                             | 2008년 10월 25일 | 3      | 0:39      | 미국 일리노이주 로즈몬트       | UFC 미들급 챔피언십 방어.                                                               |
| 승   | 24–4      | 제임스 어빈             | KO (펀치)                 | UFC: 시우바 대 어빈                | 2008년 7월 19일  | 1      | 1:01      | 미국 네바다주 라스베이거스     | 라이트 헤비급 경기; 어빈은 경기후 약물 검사에서 금지된 물질에 양성 반응이 나왔다.       |
| 승   | 23–4      | 댄 헨더슨               | 항복 (리어 네이키드 초크) | UFC 82                             | 2008년 3월 1일   | 2      | 4:50      | 미국 오하이오주 콜럼버스       | UFC 미들급 챔피언십 방어. 오늘의 경기 & 항복. 프라이드 웰터급과 UFC 미들급 타이틀 통합. |
| 승   | 22–4      | 리치 프랭클린           | TKO (무릎)                | UFC 77                             | 2007년 10월 20일 | 2      | 1:07      | 미국 오하이오주 신시내티       | UFC 미들급 챔피언십 방어. 오늘의 KO.                                                    |
| 승   | 21–4      | 네이트 마쿼트           | TKO (펀치)                | UFC 73                             | 2007년 7월 7일   | 1      | 4:50      | 미국 캘리포니아주 새크라멘토   | UFC 미들급 챔피언십 방어.                                                               |
| 승   | 20–4      | 트래비스 루터           | 항복 (팔꿈치)             | UFC 67                             | 2007년 2월 3일   | 2      | 2:11      | 미국 네바다주 라스베이거스     | 비 타이틀 경기 (루터가 체중을 못 맞춤).                                                 |
| 승   | 19–4      | 리치 프랭클린           | KO (무릎)                 | UFC 64                             | 2006년 10월 14일 | 1      | 2:59      | 미국 네바다주 라스베이거스     | UFC 미들급 챔피언십 우승.                                                               |
| 승   | 18–4      | 크리스 리벤             | KO (무릎)                 | UFC 얼티밋 파이트 나이트 5         | 2006년 6월 28일  | 1      | 0:49      | 미국 네바다주 라스베이거스     | UFC 데뷔.                                                                               |
| 승   | 17–4      | 토니 프리클런드         | KO (팔꿈치)               | 케이지 레이지 16                   | 2006년 4월 22일  | 1      | 2:02      | 잉글랜드 런던                  | 케이지 레이지 챔피언십 미들급 방어.                                                     |
| 패   | 16–4      | 오카미 유신             | DQ (금지된 킥)            | Rumble on the Rock 8               | 2006년 1월 20일  | 1      | 2:33      | 미국 호놀룰루                  | ROTR WW 토너먼트 오프닝 라운드; 시우바는 금지된 업킥으로 실격당했다.                    |
| 승   | 16–3      | 커티스 스타우트         | KO (펀치)                 | 케이지 레이지 14                   | 2005년 12월 3일  | 1      | 4:59      | 잉글랜드 런던                  | 케이지 레이지 챔피언십 미들급 방어.                                                     |
| 승   | 15–3      | 호르헤 리베라           | TKO (무릎, 펀치)          | 케이지 레이지 11                   | 2005년 4월 30일  | 2      | 3:53      | 잉글랜드 런던                  | 케이지 레이지 챔피언십 미들급 방어.                                                     |
| 패   | 14–3      | 초난 료                 | 항복 (플라잉 힐 훅)       | 프라이드 쇼크웨이브 2004           | 2004년 12월 31일 | 3      | 3:08      | 일본 사이타마시                |                                                                                         |
| 승   | 14–2      | 리 머레이               | 판정 (전원일치)           | 케이지 레이지 8                    | 2004년 9월 11일  | 3      | 5:00      | 잉글랜드 런던                  | 케이지 레이지 챔피언십 미들급 우승.                                                     |
| 승   | 13–2      | 제레미 혼               | 판정 (전원일치)           | Gladiator FC: Day 2                | 2004년 6월 27일  | 3      | 5:00      | 한국 서울특별시                |                                                                                         |
| 승   | 12–2      | 왈디르 두스 안주스      | TKO (코너 스탑)           | Conquista Fight 1                  | 2003년 12월 20일 | 1      | 5:00      | 브라질 비토리아다콩키스타      |                                                                                         |
| 패   | 11–2      | 다카세 다이주           | 항복 (트라이앵글 초크)    | 프라이드 26                        | 2003년 6월 8일   | 1      | 8:33      | 일본 요코하마시                |                                                                                         |
| 승   | 11–1      | 카를로스 뉴턴           | KO (플라잉니, 펀치)       | 프라이드 25                        | 2003년 3월 16일  | 1      | 6:27      | 일본 요코하마시                |                                                                                         |
| 승   | 10–1      | 알렉산더 오츠카         | 판정 (전원일치)           | 프라이드 22                        | 2002년 9월 29일  | 3      | 5:00      | 일본 나고야시                  |                                                                                         |
| 승   | 9–1       | 알렉스 스티블링         | TKO (닥터 스탑)           | 프라이드 21                        | 2002년 6월 23일  | 1      | 1:23      | 일본 사이타마시                |                                                                                         |
| 승   | 8–1       | 호안 카르네이루         | 항복 (펀치)               | Mecca: World Vale Tudo 6           | 2002년 1월 31일  | 1      | 5:32      | 브라질 쿠리치바                |                                                                                         |
| 승   | 7–1       | 사쿠라이 하야토         | 판정 (전원일치)           | SHOOTO : To The Top 7              | 2001년 8월 26일  | 3      | 5:00      | 일본 오사카                    | 슈토 미들급 챔피언십 우승.                                                              |
| 승   | 6–1       | 이스하엘 알부케르케     | 항복 (펀치)               | Mecca: World Vale Tudo 5           | 2001년 6월 9일   | 1      | 6:17      | 브라질 쿠리치바                |                                                                                         |
| 승   | 5–1       | 가토 데츠지             | 판정 (전원일치)           | SHOOTO: To The Top 2               | 2001년 3월 2일   | 3      | 5:00      | 일본 도쿄                      |                                                                                         |
| 승   | 4–1       | 클라우디오노르 폰티넬리 | TKO (펀치, 무릎)          | Mecca: World Vale Tudo 4           | 2000년 12월 16일 | 1      | 4:35      | 브라질 쿠리치바                |                                                                                         |
| 승   | 3–1       | 조제 바헤토             | TKO (헤드 킥, 펀치)       | Mecca: World Vale Tudo 2           | 2000년 8월 12일  | 1      | 1:06      | 브라질 쿠리치바                |                                                                                         |
| 패   | 2–1       | 루이스 아제레두         | 판정 (전원일치)           | Mecca: World Vale Tudo 1           | 2000년 5월 27일  | 2      | 10:00     | 브라질 쿠리치바                |                                                                                         |
| 승   | 2–0       | 파브리시우 카몽이스     | TKO (포기)                | Brazilian Freestyle Circuit 1      | 1997년 6월 25일  | 1      | 25:14     | 브라질 캄푸그란지              |                                                                                         |
| 승   | 1–0       | 하이문두 피녜이루       | 항복 (리어 네이키드 초크) | Brazilian Freestyle Circuit 1      | 1997년 6월 25일  | 1      | 1:53      | 브라질 캄푸그란지              |                                                                                         |

## 출연 작품
- 구룡불패: 청룡출수의 전설 - 알렉산더 싱클레어 역